# グローバル世界大百科事典
『グローバル世界大百科事典』（グローバルせかいだいひゃっかじてん、朝: 글로벌 세계 대백과사전）は、2004年に韓国の出版社であるポムハンから発行された全30巻の百科辞典。約1,500名の執筆者が参加し、先端科学情報を138,000あまりの項目におさめている。約68,000のカラー資料やカラーグラフィック、挿画、図表、7,000種類の動植物探求学習や生物自然の観察、最新統計資料、行政教育地図と時事、韓国情勢と韓国外情勢を収録している。
韓国で訪問者数第2位のポータルサイトであるダウムの運営会社ダウム・コミュニケーションは、数億ウォン以上を支払って著作権を購入した百科事典の項目約10万を2008年11月にウィキペディアに「寄贈」し、利用できるようにした。ダウム・コミュニケーションによればこの「寄贈」の目的は、当時7万6千ほどの朝鮮語版ウィキペディアの記事数を倍増させ、インターネット上での制限の無い情報共有を図ることであるという。

## 関連記事
- Wikipedia:ダウムグローバル百科事典